# Walter Prüß
Walter Prüß (Harmsdorf, 4 de dezembro de 1911 — Harmsdorf, 13 de novembro de 2003) foi um capitão altamente condecorado na Wehrmacht durante a Segunda Guerra Mundial.  Ele recebeu a Cruz de Cavaleiro da Cruz de Ferro com Folhas de Carvalho.

## Condecorações
- Cruz de Ferro (1939)
  - 2ª classe (7 de novembro de 1939)[1]
  - 1ª classe (8 de agosto de 1940)[1]
- Distintivo de Ferido (1939)
  - em Preto
  - em Prata
- Insígnia de Combate Corpo a Corpo
  - em Bronze
  - em Prata
- Distintivo da infantaria de assalto
- Medalha Oriental
- Cruz Germânica em Ouro (11 de junho de 1942)[2]
- Cruz de Cavaleiro da Cruz de Ferro (10 de setembro de 1944)[3]
  - 796ª Folhas de Carvalho (23 de março de 1945)[4]